# Feistritz bei Knittelfeld
Feistritz bei Knittelfeld è una località abitata di 784 abitanti del comune austriaco di Sankt Marein-Feistritz, nel distretto di Murtal, in Stiria. Già comune autonomo, il 1º gennaio 2015 è stato fuso con l'altro comune soppresso di Sankt Marein bei Knittelfeld per costituire il nuovo comune di Sankt Marein-Feistritz.

## Amministrazione

### Gemellaggi
- Grado